# Дом Вигеланда
Дом Вигеланда (норв. Vigeland hus) — музей и бывший жилой дом, расположенный на улице Вигеланд, 20 в городе Мандал, Агдер, Норвегия. В этом доме родились и провели детство художники Густав Вигеланд (1869—1943) и Эммануил Вигеланд (1875—1948).
Дом находился во владении семьи Вигеландов в 1868—1886 годах. В 1884 году Густав покинул Мандал, чтобы начать обучение резьбе по дереву в Кристиании. После смерти отца в 1886 году его мать Анна (1835—1907) и четверо братьев проживали на ферме Мьюнброкка в Вигеланне. Эммануил последовал за братом в Кристианию в 1893 году, где также занялся резьбой по дереву.
Дом упоминается в воспоминаниях обоих братьев. Выдержки воспроизведены в книге Тона Клева Фурнеса и в других биографиях.
В течение многих лет дом был жилым, в 2001 год в нем был открыт музей. В настоящее время находится под управлением Музея Мандала. Работа по реставрации дома была завершена в 2003 году. Здание состоит из основного здания с квартирой, столярной мастерской и конюшни. 